# Svängkolv

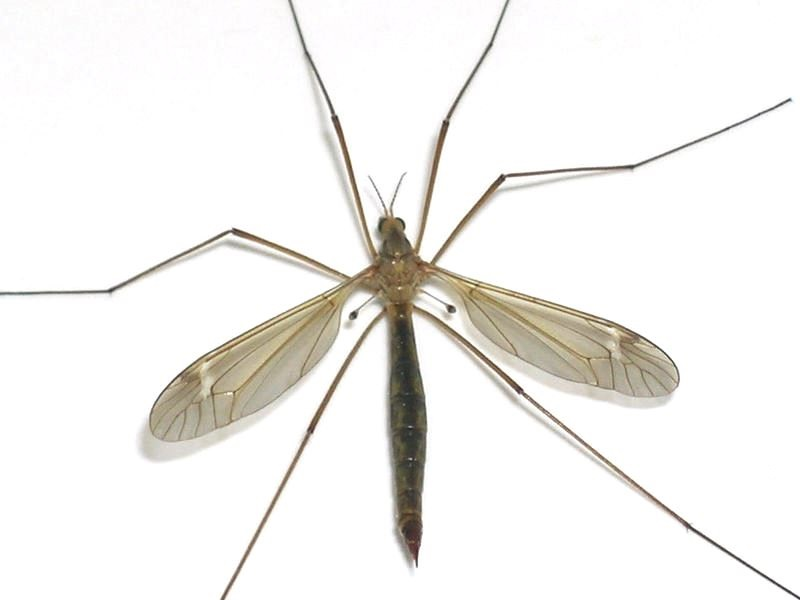
Här ser man svängkolvarna som små klubbor bakom och innanför vingarna på en storharkrank.

Svängkolvar eller halterer är små knoppar på små skaft som finns på vissa typer av insekter. Knopparna flyttas omkring mycket snabbt när insekten flyger och bidrar på detta sätt till att stabilisera insektskroppen när den flyger. Svängkolvarna fungerar som vibrerande gyroskop: Eftersom de vibrerar (rör sig fram och tillbaka) har de en tröghet mot att vrida vibrationsplanet. När insekten vrider hela kroppen eller byter flygriktning bildas det därför en vridande kraft mellan svängkolven och fästet i mellankroppen. Dessa insekter har känselorgan vid fästet som gör att de får god uppfattning om hur kroppen rör sig. Svängkolvarna fungerar alltså som balansorgan. En del myggor har vid svängkolvens bas ett litet utskott eller bihang, vilket kallas prehalter.

## Evolutionärt ursprung
Svängkolvarna är en vidareutveckling från organ som tidigare i evolutionen varit vingar. Hos tvåvingar (till exempel flugor) har det bakre vingparet omvandlats till svängkolvar. Hos vridvingar (Strepsiptera) har det främre blivit svängkolvar.